# Micaria tersissima
Micaria tersissima är en spindelart som beskrevs av Simon 1910. Micaria tersissima ingår i släktet Micaria och familjen plattbuksspindlar.
Artens utbredningsområde är Namibia. Inga underarter finns listade i Catalogue of Life.